# Chiesa dei Santi Pietro e Paolo (Staranzano)
La chiesa dei Santi Pietro e Paolo è la parrocchiale di Staranzano, in provincia ed arcidiocesi di Gorizia; fa parte del decanato di Monfalcone.

## Storia

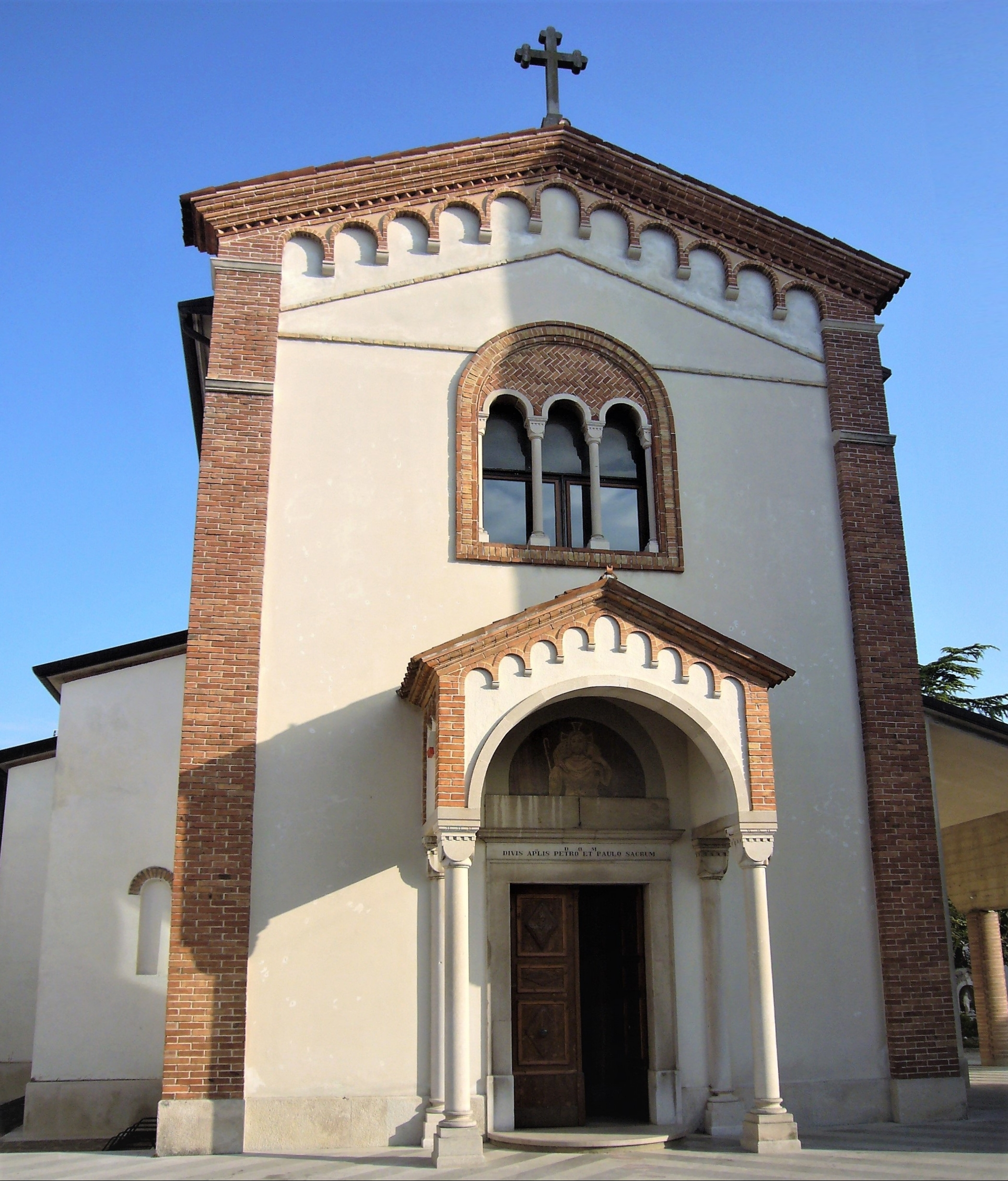
La facciata della chiesa

La primitiva chiesa di Staranzano, dedicata a san Pietro, venne costruita probabilmente nel XIII secolo e sorgeva a circa 250 metri più a ovest dell'attuale.
Il 5 luglio 1655 fu posta la prima pietra della nuova chiesa; l'edificio venne ultimato posteriormente al 1660, dato che in quell'anno il patriarca di Aquileia Giovanni Dolfin, compiendo la sua visita pastorale, annotò che i lavori erano ancora in corso.
Il titolo di San Pietro fu traslato alla nuova chiesa, mentre quella antica venne ridedicata alla Beata Vergine Maria.
La consacrazione fu impartita il 31 agosto 1686 dal vescovo di Cittanova Nicolò Gabrielli e da monsignor Olivo.
La torre campanaria venne eretta nel 1765, come reca una lapide posta su di essa.
La chiesa fu ampliata nel 1881 e, in questa occasione, si rifece il presbiterio.
Durante la prima guerra mondiale l'edificio venne praticamente distrutto, mentre il campanile fu riutilizzato come punto d'osservazione.
L'attuale chiesa è frutto del rifacimento condotto nel 1921; nel 1935 divenne parrocchiale, affrancandosi così definitivamente dalla matrice di San Lorenzo di Ronchi dei Legionari.
Verso la une del XX secolo l'edificio fu ristrutturato e venne aggiunto per volere dell'allora parroco don Fulvio Ostroman il portico esterno.

## Descrizione
La facciata, che è a capanna, presenta ai lati due lesene, al centro, sopra il portale, una trifora, e, sotto gli spioventi, una cornice ad archetti.
L'interno è ad un'unica navata con volta a botte sulla navata e con volta a padiglione sul presbiterio.
Opere di pregio conservate nella chiesa sono la pala raffigurante Madonna con Bambino e angeli tra nubi, adorata dai Santi Pietro e Paolo, iniziata dall'artista Polai e terminata dal pittore triestino Emilio Zangrande, e la tela, realizzata forse da Clemente Delneri, che rappresenta i Santi Pietro e Paolo assieme alla Beata Vergine Maria con, sullo sfondo, il borgo di Staranzano.